# Myślenice
Myślenice là một thị trấn thuộc huyện Myślenicki, tỉnh Małopolskie ở nam Ba Lan. Thị trấn có diện tích 30 km². Đến ngày 1 tháng 1 năm 2011, dân số của thị trấn là 18173 người và mật độ 601 người/km².